# Regionalflughafen Alpena County

i7
i11
i13
Der Alpena County Regional Airport (IATA-Code: APN, ICAO-Code: KAPN) ist ein öffentlicher Flughafen, 11 km westlich von Alpena im Alpena County, Michigan in den Vereinigten Staaten.

## Flughafendaten
Er hat zwei Betonpisten: eine mit 2744 m Länge und 46 m Breite und eine mit 1533 m Länge und 30 m Breite. Die Fläche des Flughafens beträgt 1248 ha. Die Seehöhe beträgt 210 m.

## Geschichte
Der Alpena County Regional Airport trug ursprünglich den Namen Phelps Collins Field zu Ehren des Piloten des Ersten Weltkriegs, Captain Phelps Collins, eines Bewohners von Alpena. Der Flugplatz wurde erstmals nach dem Ersten Weltkrieg genutzt. Der Flughafen wurde jedoch erst 1931 offiziell eingeweiht. Von 1931 bis 1947 nutzten verschiedene Einheiten des United States Army Air Corps das Phelps Collins Field für Trainingszwecke. Im Jahr 1947 wurde es dem Alpena County übergeben und 1952 der Air National Guard zugeteilt. Seitdem wird es hauptsächlich als Sommerübungsplatz für Air National Guard-Einheiten genutzt. Zwischen 1953 und 1976 nutzte die US-Luftwaffe das Phelps Collins Field, um kleine, permanente Abteilungen von Abfangjägereinheiten zu stationieren.
Seit 1976 wird das Phelps Collins Field hauptsächlich zur Ausbildung von Reserveeinheiten der Air National Guard, der Air Force Reserve und der Army National Guard genutzt. Von den 1248 ha des Flughafens sind 204 ha ausschließlich der Garde gewidmet.
Am 14. März 1989 wurde der Name von Phelps Collins Field in Alpena County Regional Airport geändert. Mitte 1990 begann die Grafschaft Alpena mithilfe von Zuschussprogrammen des Michigan Bureau of Aeronautics mit der Verbesserung des Passagierterminals des Flughafens. Mitte der 1990er Jahre nahm der Passagierverkehr allmählich zu, als Great-Lakes-Airlines-Flüge nach Chicago anbot. Im Juni 1997 stellte Great Lakes Airlines den Flugdienst in Alpena ein und Northwest Airlines nahm im Juli 1997 den Flugdienst mit Flügen nach Detroit auf. Die Passagierzahlen stiegen aufgrund des Service von Northwest Airlines über ihren Flugpartner Mesaba Airlines schnell an. Bis 1999 war der Passagierservice so weit gewachsen, dass sich der Flughafen für den Federal Airport Improvement Fund qualifizierte, der heute die wichtigste Finanzierungsquelle für die künftige Flughafenentwicklung ist.
Im Jahr 2012 begann SkyWest Airlines, die als Delta-Verbindung operierte, mit der Bereitstellung täglicher Flüge zwischen Minneapolis und Detroit, die regionalen Fluganforderungen im Alpena-Gebiet und im Nordosten von Lower Michigan zu bedienen.

## Flugbetrieb
Im Jahre 2022 wurden 13.046 Passagiere befördert. Im Jahr 2001 fanden 5.271 Flugbewegungen statt, davon 1.302 lokale Bewegungen, 801 Zwischenlandungen, 1.074 Air-Taxi-Flüge, und 2.094 militärische Flüge statt. In diesem Jahr waren hier 19 einmotorige und 4 zweimotorige Flugzeuge stationiert.
Die wichtigste Fluggesellschaft für den Flughafen ist Delta Air Lines/Delta Connection (durchgeführt von SkyWest Airlines).

## Zwischenfälle
- Am 13. März 1986 stürzte eine im Sinkflug befindliche Embraer EMB-110P1 Bandeirante mit dem Luftfahrzeugkennzeichen N1356P der Simmons Airlines in einem Waldgebiet 1,5 m über dem Meeresspiegel vor der Landebahn und 300 Fuß (etwa 90 m) links von der verlängerten Mittellinie der Landebahn 01 ab.[7]